# Serena (Pokémon)
Serena este un personaj din jocul video „Pokemon X” și „Y” din 2013. Jucătorii pot alege să joace fie ca ea, fie ca protagonistul masculin Calem. Ea apare și în anime-ul Pokémon, însoțindu-l pe protagonistul principal Ash Ketchum în călătoria sa. Ea este îndrăgostită de Ash, care în cele din urmă culminează cu celebrul sărut al ei înainte de a pleca din călătoria lui, ceea ce a contribuit la faptul că ea este un personaj popular. Nava dintre ea și Ash a devenit, de asemenea, mai populară ca urmare.